# Flux de brasage
Un flux de brasage est un mélange de produits chimiques permettant d'assurer un bon mouillage de l'alliage d'apport sur les pièces à assembler en :
- éliminant les oxydes présents à la surface des pièces à assembler
- protégeant les pièces à assembler de l'oxydation pendant toute la durée de l'opération de brasage
- baissant la tension superficielle de l'alliage d'apport

On peut trouver le flux de brasage sous différentes formes :
- état liquide ;
- état pâteux (voir Crème a braser) [1];
- état gazeux ;
- état solide.

Appelé borax ou soudobore, il se dissout dans le déroché en bijouterie.
Lorsque le flux se trouve au cœur d'un fil fourré, on l'appelle âme décapante.